# Апофеоз войны
«Апофео́з войны́» (правильнее, по авторскому наименованию, — «Апотео́за войны́») — картина русского художника Василия Васильевича Верещагина. На раме сделана надпись: «Посвящается всем великим завоевателям — прошедшим, настоящим и будущим».
Одна из наиболее известных, философских и пацифистских картин художника.

## История создания
Картина была написана в Мюнхене в 1871 году после второго путешествия художника в Туркестан в 1859—1870 годах. Изначально полотно называлось «Торжество Тамерлана». Замысел был связан со средневековым правителем и полководцем Тамерланом, войска которого оставляли за собой такие пирамиды черепов, однако картина не носит конкретно-исторический характер. Согласно истории, однажды к Тамерлану обратились женщины Багдада и Дамаска, которые жаловались на своих мужей, погрязших в грехах и разврате. Тогда он приказал каждому воину из своей 200-тысячной армии принести по отрубленной голове мужей-развратников. После того, как приказ был исполнен, было выложено семь пирамид из голов.

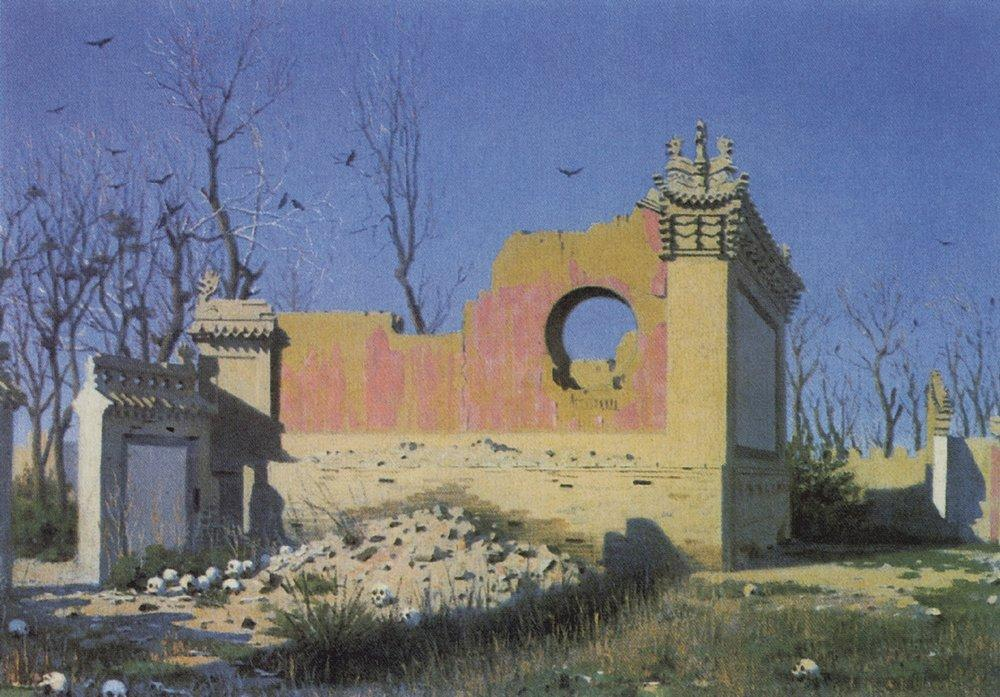
Развалины театра в Чугучаке (1869–1870), Русский музей

По другой версии, известная картина «Апофеоз войны» была создана Верещагиным под впечатлением рассказа о том, как правитель Кашгара Валихан-торе казнил немецкого путешественника А. Шлагинтвейта и приказал положить его голову на вершину пирамиды, сложенной из черепов других казнённых людей. В 1867 году Верещагин уехал в Туркестан, где он состоял прапорщиком при генерал-губернаторе К. П. Кауфмане. Россия тогда покоряла эти земли, и Верещагин насмотрелся на смерть и трупы, вызвавшие у него сострадание и человеколюбие. Здесь и появилась известная «Туркестанская серия», где художник-баталист изобразил не только боевые действия, но также природу и сцены быта Средней Азии. А после поездки в Западный Китай в 1869 году, где поднявшиеся в 1864 году на борьбу против власти империи Цин повстанцы-мусульмане зверски вырезали местное китайское население, оставив на своем пути груды непогребенных скелетов, появилась картина «Апофеоз войны».

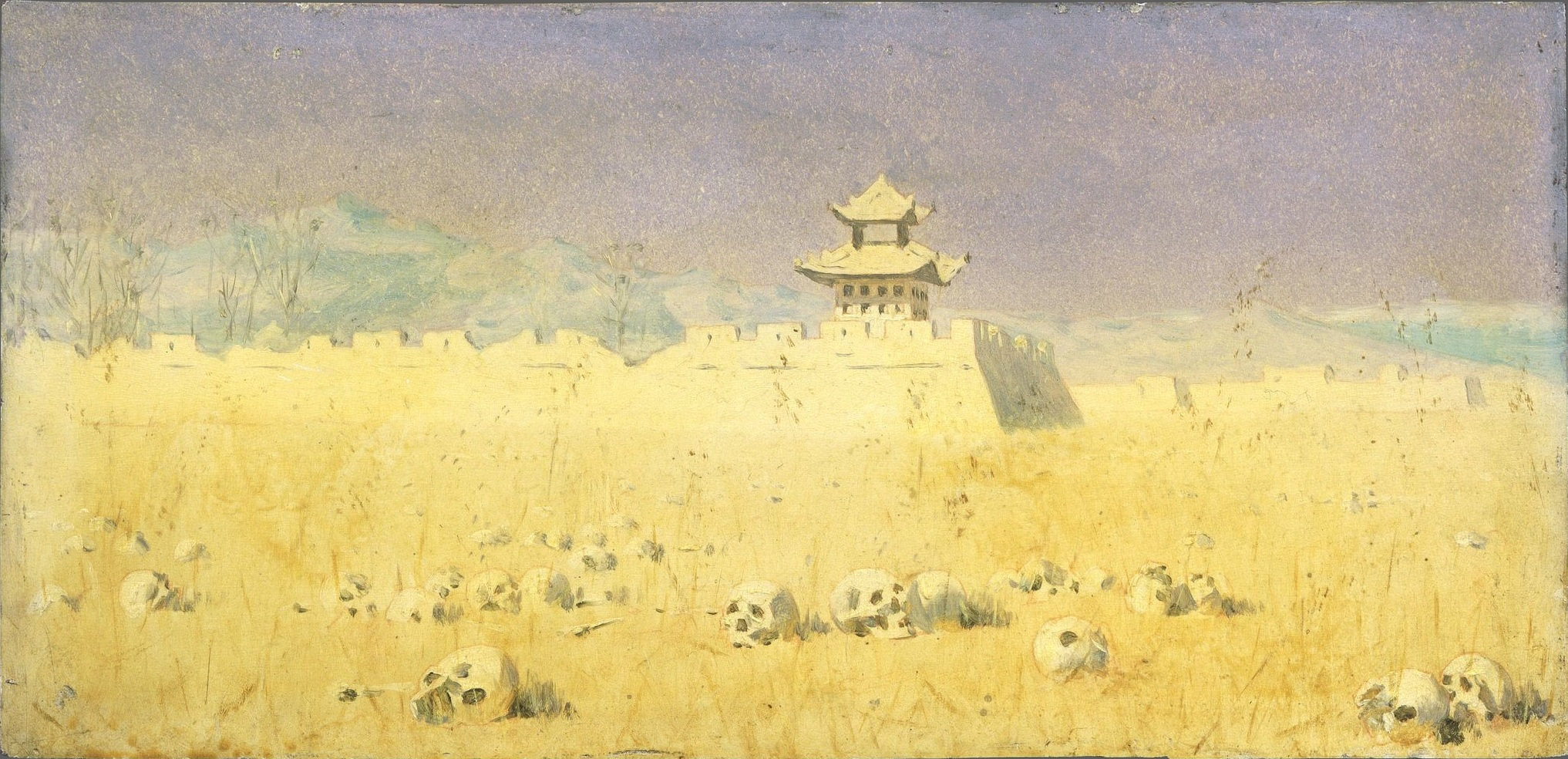
Развалины Чугучака (1869–1870), Третьяковская галерея

Однако «Апофеоз войны» нельзя считать зарисовкой с натуры. Более реалистичной зарисовкой, из которой, по всей видимости, выросло это полотно, была малоизвестные картины Верещагина - «Развалины театра в Чугучаке» (1869–1870)  где среди руин здания лежат человеческие черепа и «Развалины Чугучака» (1869–1870), где человеческие черепа разбросаны на фоне Чугучака, города разрушеного в 1865 году во время дунганского восстания. 
Известно, что после того, как в течение 1864—1865 годов повстанцы ликвидировали цинские гарнизоны в Кашгарии и вырезали местных китайцев и маньчжуров, отказавшихся принять ислам, в регионе не осталось цинских войск. Подавление восстания мусульман, создавших своё государство Йеттишаар, цинскими войсками под командованием Цзо Цзунтана произошло только в 1877—1878 годах, поэтому в 1869 году в Чугучаке Верещагин видел результат действий повстанцев, а не цинских войск, как принято считать в популярной литературе.

## Описание
«Апофеоз войны» — одно из самых ярких произведений Верещагина. На картине изображена пирамида из человеческих черепов на фоне разрушенного города и обугленных деревьев, среди раскалённой степи; вокруг пирамиды вьются вороны. Все детали картины, в том числе жёлтый колорит полотна, символизируют смерть и опустошение. Ясное синее небо подчёркивает мёртвенность картины. Идею «Апофеоза войны» также ярко выражают шрамы от сабель и дыры от стрел на черепах.
Известный русский художественный критик Владимир Васильевич Стасов писал об «Апофеозе войны»:

Здесь дело не только в том, с каким именно мастерством Верещагин написал своими кистями сухую пожжённую степь и среди неё пирамиду черепов, с порхающими кругом воронами, отыскивающими ещё уцелевший, может быть, кусочек мясца. Нет! Тут явилось в картине нечто более драгоценное и более высокое, нежели необычайная верещагинская виртуальность красок: это глубокое чувство историка и судьи человечества…

Оригинальная рама картины также служит общему замыслу и содержит по нижней стороне резную надпись: «Посвящается всем великим завоевателям — прошедшим, настоящим и будущим».